# Округ Триг (Кентаки)
Триг (енгл. Trigg County) је округ у америчкој савезној држави Кентаки.

## Демографија
По попису из 2010. године број становника је 14.339, што је 1.742 (13,8%) становника више него 2000. године.
| Група             | 2000.          | 2010.          |
| Белци             | 11.047 (87,7%) | 12.675 (88,4%) |
| Афроамериканци    | 1.233 (9,8%)   | 1.171 (8,2%)   |
| Азијати           | 32 (0,3%)      | 44 (0,3%)      |
| Хиспаноамериканци | 113 (0,9%)     | 175 (1,2%)     |
| Укупно            | 12.597         | 14.339         |